# Saint-Aubin-de-Scellon
Saint-Aubin-de-Scellon település Franciaországban, Eure megyében. Lakosainak száma 330 fő (2022. január 1.). Saint-Aubin-de-Scellon Bailleul-la-Vallée, Barville, Le Favril, Folleville, Fontaine-la-Louvet, Fresne-Cauverville és Heudreville-en-Lieuvin községekkel határos.

## Népesség
A település népessége az elmúlt években az alábbi módon változott:
| Lakosok száma | 347  | 299  | 285  | 334  | 360  | 364  | 346  | 336  | 335  | 330  |
|               | 1968 | 1982 | 1990 | 2006 | 2013 | 2015 | 2017 | 2019 | 2020 | 2022 |